# Paulo Vannuchi
Paulo de Tarso Vannuchi (São Joaquim da Barra, 15 de maio de 1950) é um jornalista e político brasileiro filiado ao Partido dos Trabalhadores (PT). Foi ministro dos Direitos Humanos do Brasil e membro da Comissão Interamericana de Direitos Humanos.

## Carreira
Paulo Vannuchi é graduado em jornalismo pela Escola de Comunicações e Artes da Universidade de São Paulo, onde estudou de 1977 a 1980, com mestrado em ciência política também pela USP.
Teve participação efetiva nos movimentos de esquerda durante o regime de exceção. Trabalhou na elaboração do livro "Brasil Nunca Mais", coordenado por dom Paulo Evaristo Arns. Em 1975, foi um dos responsáveis pelo dossiê entregue à Ordem dos Advogados do Brasil (OAB) sobre a tortura praticada pela ditadura militar e os assassinatos cometidos, mencionando 233 nomes de torturadores e detalhando os métodos usados, inclusive citando unidades onde as torturas ocorriam. O documento é considerado um dos mais completos desde 1964.
De 1977 a 1985, trabalhou com a Comissão Pastoral da Terra, a Pastoral Operária e as Comunidades Eclesiais de Base da Igreja Católica, promovendo cursos de formação e assessoria política para lideranças, religiosos e bispos.
Foi co-fundador do Instituto Cajamar e assessor político da direção nacional do Partido dos Trabalhadores do Brasil. Foi também secretário executivo da coordenação nacional da campanha Lula Presidente, em 1994 e 2002. Ocupou vários cargos, inclusive o de Presidente, no Instituto Cidadania, atual Instituto Lula.
Ocupou o cargo de Ministro de Estado Chefe da Secretaria Especial de Direitos Humanos da Presidência da República, de 21 de dezembro de 2005 a 31 de dezembro de 2010, tendo sido Presidente do Conselho de Defesa dos Direitos da Pessoa Humana, da Comissão Nacional para a Erradicação do Trabalho Escravo e do Comitê Nacional de Prevenção e Combate à Tortura no Brasil.
Em junho de 2013, após indicação pelo governo Dilma Rousseff, foi eleito pela Assembleia Geral da Organização dos Estados Americanos para uma das vagas da Comissão Interamericana de Direitos Humanos. Tomou posse em 1º de janeiro de 2014, com mandato até 31 de dezembro de 2017.